# 陶波尔曹区
陶波尔曹区（匈牙利語：Tapolcai járás），是匈牙利维斯普雷姆州的一个区，总面积540.30平方公里，总人口34,256人（2011年），人口密度63人/平方公里。中心城市为陶波爾曹。

## 市镇
陶波尔曹区包含两个城镇、一个大村和30个村庄。